# Роженпель
Роженпель (словен. Roženpelj) — поселення в общині Требнє, регіон Південно-Східна Словенія, Словенія.